# Kanton Guémené-sur-Scorff
Der Kanton Guémené-sur-Scorff war bis 2015 ein französischer Kanton im Arrondissement Pontivy, im Département Morbihan und in der Region Bretagne; sein Hauptort war Guémené-sur-Scorff.

## Gemeinden
Der Kanton Guémené-sur-Scorff umfasste zehn Gemeinden:
| Gemeinde               | Bretonisch              | Einwohner (2022) | Fläche (km²) | Code postal | Code Insee |
| ---------------------- | ----------------------- | ---------------- | ------------ | ----------- | ---------- |
| Guémené-sur-Scorff     | Ar Gemene               | 1.136            | 1.17         | 56160       | 56073      |
| Kernascléden           | Kernaskledenn           | 418              | 9.26         | 56540       | 56264      |
| Langoëlan              | Lanwelan                | 404              | 22.27        | 56160       | 56099      |
| Le Croisty             | Ar C'hroesti            | 742              | 15.88        | 56540       | 56048      |
| Lignol                 | An Ignol                | 855              | 38.43        | 56160       | 56110      |
| Locmalo                | Lokmac'hloù             | 894              | 23.91        | 56160       | 56113      |
| Persquen               | Persken                 | 1.970            | 19.96        | 56160       | 56156      |
| Ploërdut               | Pleurdud                | 1.259            | 75.83        | 56160       | 56163      |
| Saint-Caradec-Trégomel | Sant-Karadeg-Tregonvael | 468              | 16.12        | 56540       | 56210      |
| Saint-Tugdual          | Sant-Tudal              | 375              | 19.97        | 56540       | 56238      |
| Kanton                 | Ar Gemene               | 6.931            | 242.80       | -           | 5612       |

## Bevölkerungsentwicklung
| 1962   | 1968   | 1975  | 1982  | 1990  | 1999  | 2006  | 2012  |
| ------ | ------ | ----- | ----- | ----- | ----- | ----- | ----- |
| 11.098 | 10.525 | 9.495 | 8.672 | 7.542 | 6.915 | 6.860 | 6.931 |